# Lauri Pihkala

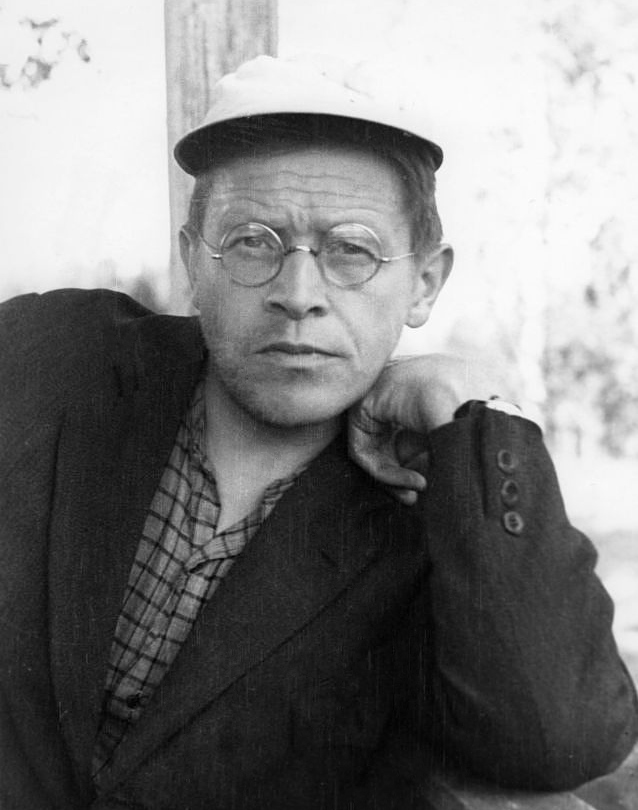
Lauri Pihkala.

Lauri "Tahko" Pihkala, före 1906 Gummerus, född 5 januari 1888 i Pihtipudas, död 20 maj 1981 i Helsingfors, var en finländsk idrottsteoretiker och major (1941). Han var bror till Jaakko Gummerus.

## Biografi
Efter en studieresa till USA som ung student 1907 utgav Pihkala den första handboken i tävlingsidrott på finska, som följdes av andra instruktionsböcker. Han var själv framgångsrik på löparbanan. På 1910-talet erövrade han åtta finska mästerskap på distanserna 200-800 meter. Från 1913 till 1917 tjänstgjorde han som idrottsinstruktör vid Finlands gymnastik- och idrottsförbund och ledde från 1921 till 1944 skyddskårernas idrottsverksamhet. Han utvecklade också boboll och blixtboll. Hans inställning till elitidrotten var närmast avvisande. På hans initiativ infördes skolornas sportlov och Vierumäki idrottsinstitut grundades 1927 på initiativ av Pihkala. 
Mellan 1909 och 1929 var han redaktör för Suomen Urheilulehti och var därefter redaktör för tidskriften Kiri.